# Raymond Brun (mercenaire)
Pour les articles homonymes, voir Raymond Brun et Brun.
Raymond Brun est un chef de mercenaires du XIIe siècle ayant plus particulièrement travaillé pour le roi de France. 

## Biographie
En 1181, il sert Philippe Auguste. L'année suivante, il combat pour soutenir la rébellion de Henri le Jeune et Geoffroy II de Bretagne contre leur père Henri II et Richard Cœur de Lion. Il subit, notamment une défaite contre la troupe de Richard Cœur de Lion devant le château d'Aixe, en Limousin.
En juin 1183, Henri le Jeune meurt et les combats cessent. Les mercenaires livrés à eux-mêmes pillent les campagnes.
Le 20 juillet 1183, il commande avec Curbaran la bande de brabançons qui pille le Berry. Cette dernière se fait massacrer devant Dun-le-Roi par les Capuchonnés.
Raymond Brun réussi à s'échapper et se réfugie a Châteauneuf-sur-Cher avec une troupe de brabançons. La troupe résiste seulement quelques jours aux Capuchonnés. Raymond Brun est tué,, voire se suicide pour certains, le 10 aout 1183 à Châteauneuf-sur-Cher.

## Chefs de routiers contemporains
- Chefs routiers célèbres
- Curbaran
- De Sanche de Savagnac
- Louvart